# Kathie-Ann Joseph
Kathie-Ann Joseph es cirujana e investigadora en New York University Langone Health, donde es especialista en cirugía de mama y cirugía oncológica. Joseph también es la jefa de cirugía de la mama en el Bellevue Medical Center, donde fue reconocida en 2015 como Médico del Año de Bellevue. Joseph trabaja para reducir las disparidades en la atención del cáncer con el fin de mejorar la atención sanitaria de las personas necesitadas. En concreto, Joseph se centra en el desarrollo de programas que ayuden a las mujeres afroamericanas a atender sus necesidades de prevención y atención del cáncer de mama. También estudia los efectos de una molécula receptora de la superficie celular llamada RAGE que parece desempeñar un papel en el crecimiento de los tumores.
Kathie-Ann Joseph es la primera mujer afroamericana nombrada miembro del cuerpo docente del Hospital presbiteriano de Nueva York/Columbia University Medical Center en el Departamento de Cirugía. Ha sido ponente ante el President's Cancer Panel, una junta asesora del Presidente de los Estados Unidos, y ha asesorado al New York State Cancer Consortium en el desarrollo de su plan de control del cáncer. En 2009, la revista Essence la incluyó entre los 25 afroamericanos más influyentes del año.

## Antecedentes
Kathie-Ann Ramsay nació de Royes Ramsay y Thelma Ramsay en Spanish Town, Jamaica, en 1970. Creció en Brooklyn, Nueva York, y se graduó en el Stuyvesant High School en 1987. Kathie-Ann Ramsay se casó con David Joseph en 1995 en Coral House, en Baldwin, Nueva York. Sigue viviendo en Brooklyn, Nueva York, con su marido, el Dr. David Joseph, y sus dos hijos, Devon Joseph y Justin Joseph.

## Educación y experiencia
Joseph se licenció en sociología en 1991 en la Universidad de Harvard. Su madre murió de cáncer de cuello de útero durante su segundo año. Tras licenciarse en Harvard en 1991, Joseph asistió a la Universidad de Columbia. Continuó su formación en el Columbia College de la Universidad de Médicos y Cirujanos y en la Escuela de Salud Pública Mailman de la Universidad de Columbia, donde obtuvo un título conjunto de doctorado y medicina. Ken Ford, instructor de cirugía de Joseph en la Universidad de Médicos y Cirujanos de Columbia College, fue la inspiración para que Joseph se convirtiese en cirujana.
Tras obtener su título de médico en 1995, Joseph trabajó en el Centro Médico de la Universidad de Nueva York para completar su residencia quirúrgica de siete años. Tras completar su residencia quirúrgica, Joseph obtuvo una beca de dos años en el Centro Médico de la Universidad de Nueva York en oncología quirúrgica. Tras la residencia en oncología quirúrgica, obtuvo una beca en oncología mamaria en Columbia. En 2003, Joseph fue nombrada profesora adjunta de cirugía en Columbia.

## Investigación
La investigación de Joseph incluye el estudio de una molécula receptora de la superficie celular llamada RAGE, que desempeña un papel en el crecimiento de los tumores. Además de RAGE, Joseph también centra su investigación en los factores de riesgo asociados al cáncer, como la genética, la edad, la raza y la etnia. La investigación de Joseph trabaja para encontrar un tratamiento adecuado para el cáncer de mama y mejorar la calidad general de la atención al cáncer de mama. Es partidaria de ampliar las pruebas genéticas a las personas de ascendencia afroamericana y de otros orígenes étnicos para aumentar el conjunto de información genética conocida con el fin de mejorar el diagnóstico y el tratamiento del cáncer de mama, señalando que el modelo Gail para evaluar el riesgo de cáncer de mama no ha sido validado para las comunidades de color. También participa en la prueba de nuevos equipos que utilizan rayos infrarrojos para detectar lesiones y, en 2017, dirigió un estudio para tratar tumores benignos con ultrasonidos de alta intensidad.

## Logros y premios
Mientras asistía a la Universidad de Harvard, Joseph fue galardonada con el Premio Hoopes a la Excelencia en la Investigación de Pregrado por su tesis llamada Triple Jeopardy: Las mujeres afroamericanas de edad avanzada y pobres y sus obstáculos para la atención sanitaria y la detección del cáncer de mama y de cuello uterino. En 2002, el Centro Médico de la Universidad de Columbia le concedió la primera beca de cirugía mamaria para mujeres en riesgo. A lo largo de su carrera, ha recibido el premio Southwest Oncology Group Young Investigator, el premio AACR Minority Scholar Award in Cancer Research 2004, el premio Joanne Masin Breast Cancer Alliance Young Investigator Award y el premio Susan G. Komen Greater NYC Gay Clark Stoddard Compassionate Care Award. Joseph fue la primera mujer afroamericana en ser nombrada profesora del Departamento de Cirugía del New York-Presbyterian Hospital/Columbia University Medical Center.
Joseph fue elegida como una de las homenajeadas de Nueva York "40 Under 40" en 2005 por Crain's New York Business, y en 2006 por The Network Journal. Fue incluida en la lista de mujeres poderosas de la revista New York Moves en 2005, y fue una de las entrevistadas en la serie de 2018 de Nueva York "Powerful Women Talk About Power". Fue nombrada una de las principales doctoras de Estados Unidos en 2008, por la revista Black Enterprise. Fue considerada por Essence en 2009 como una de las 25 afroamericanas más influyentes del año. En 2016, fue incluida en la lista de las 10 mejores médicas nacidas en el Caribe en Estados Unidos, elaborada por News Americas.